# 皮蒂利亞諾主教座堂
42°38′01.53″N 11°39′57.20″E / 42.6337583°N 11.6658889°E
皮蒂利亚诺圣伯多禄圣保禄主教座堂（Cattedrale dei Santi Pietro e Paolo）是天主教皮蒂利亞諾-索瓦納-奧爾貝泰洛教區的主教座堂，位于意大利托斯卡纳大区皮蒂利亚诺。主保圣人为圣伯多禄和圣保禄。
该堂建于13世纪，18世纪重建，巴洛克建筑风格。立面有圣伯多禄和圣保禄两位主保的雕像。

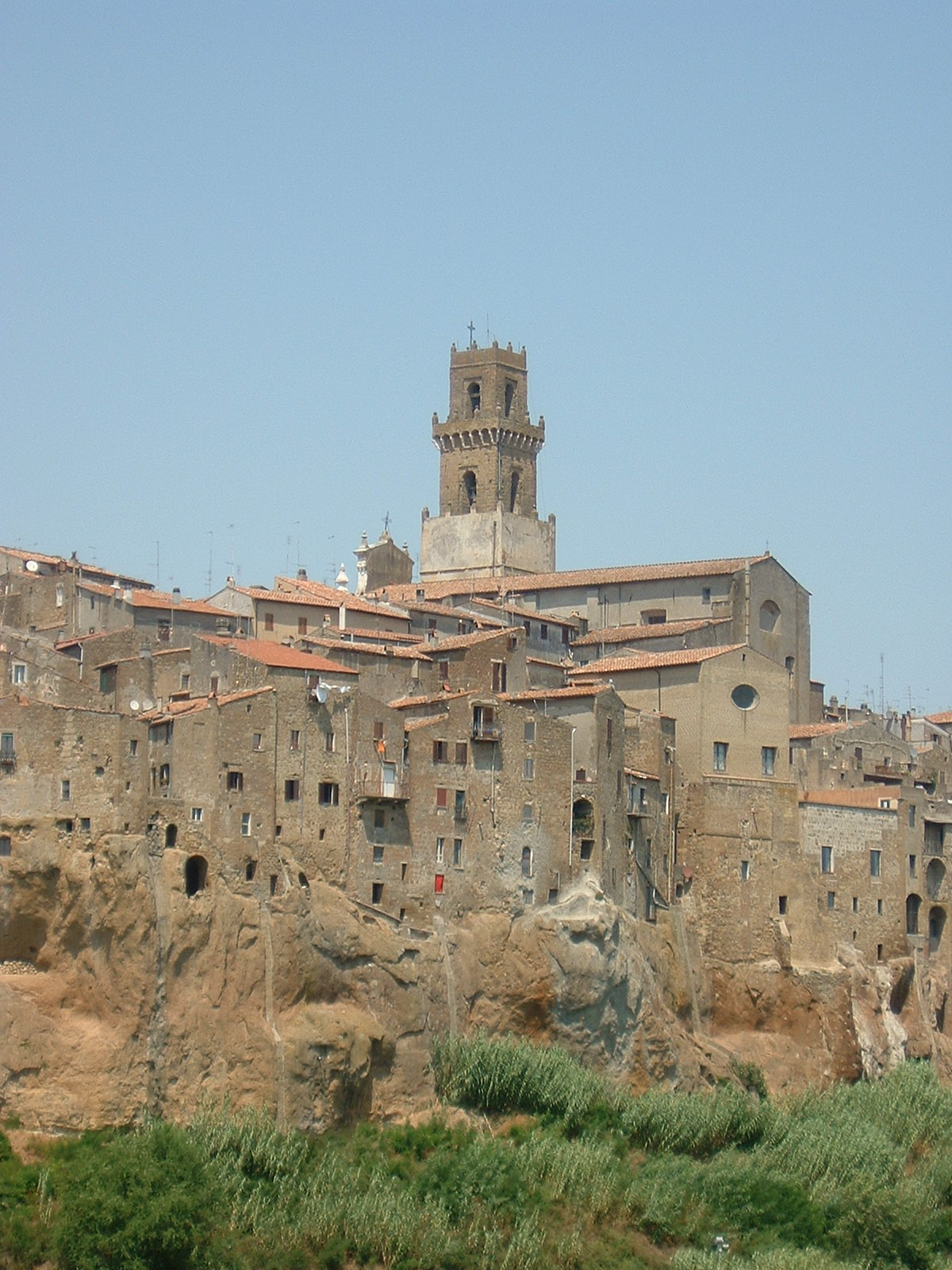
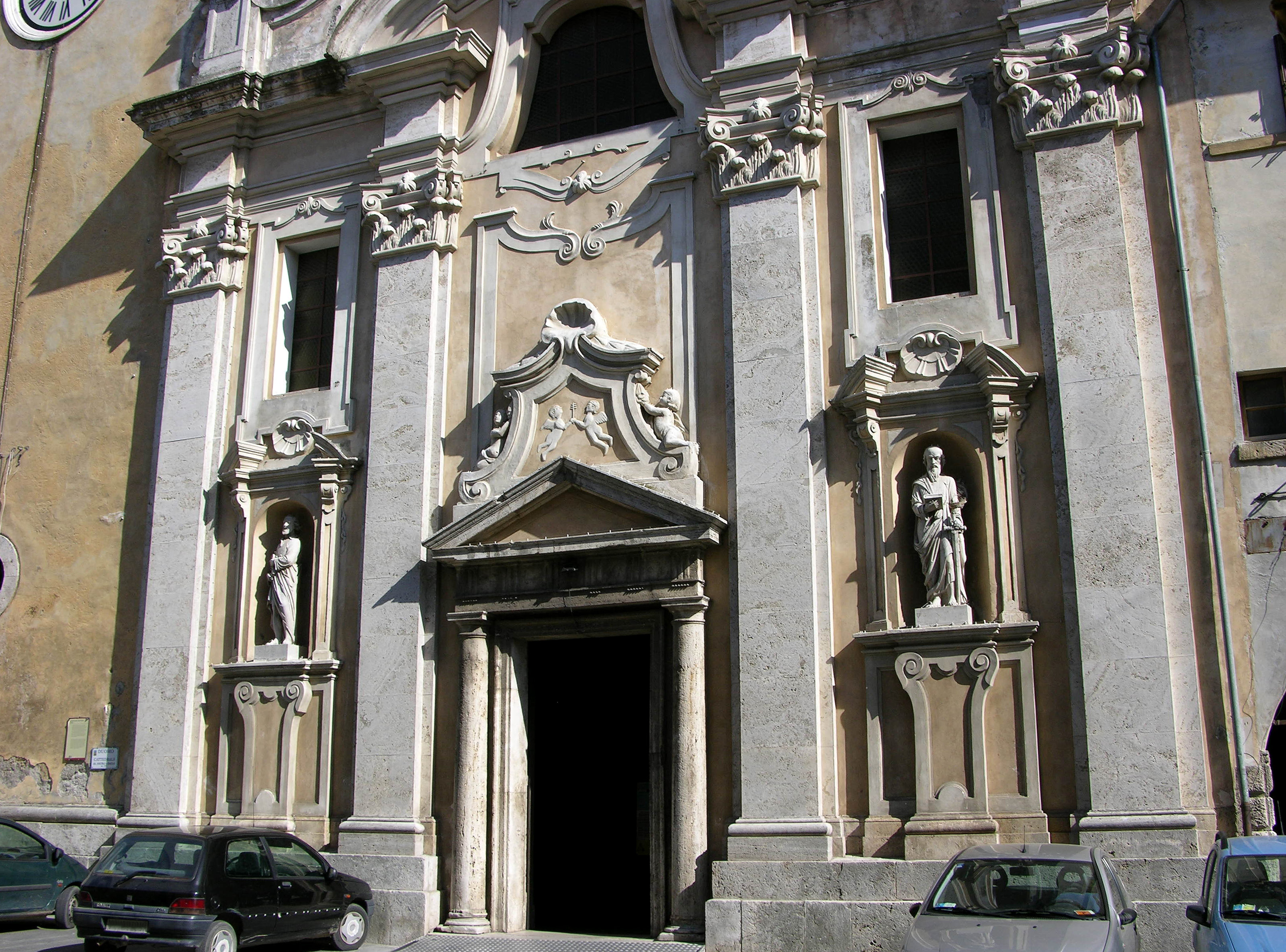